# 横尾光輔
横尾 光輔（よこお こうすけ、1970年 - ）は日本の財務・金融官僚。

## 来歴
福岡県生まれ。一橋大学経済学部卒業。1993年 大蔵省入省。理財局国債課配属。1年生時代は翌朝の出勤に備え、当時国債課に別室として備えられていた“通称：ディーリングルーム”を住み処としていた時期もあった。1997年7月 ワシントン大学大学院経済学研究科修士課程修了。その後は理財局や金融庁などで勤務。2015年7月9日 金融庁総務企画局付兼麻生金融担当大臣秘書官（事務担当）。2021年7月1日 財務省大臣官房政策金融課長兼大臣官房企画調整主幹（企画調整官）兼大臣官房信用機構課長兼大臣官房信用機構課機構業務室長。2022年6月15日 株式会社日本政策金融公庫中小企業事業本部特別参与。

## 略歴
- 1993年4月：大蔵省入省。理財局国債課配属[2]。
- 1995年：留学（ワシントン大学大学院経済学研究科）。
- 1997年7月：大臣官房秘書課財務官室調査主任[3]。
- 2006年7月：財務省理財局国債企画課長補佐。
- 2007年7月：金融庁監督局銀行第二課長補佐（総括）[4]。
- 2008年：金融庁監督局銀行第一課銀行監督調整官。
- 2010年：金融庁総務企画局企画課長補佐 兼 総務企画局企画課企画調整官。
- 2011年8月：金融庁総務企画局企業開示課企画官 兼 総務企画局企画課。
- 2013年6月：株式会社東日本大震災事業者再生支援機構東京本部企画調整室長。
- 2015年6月22日：金融庁総務企画局総務課企画官。
- 2015年7月9日：金融庁総務企画局付 兼 麻生金融担当大臣秘書官（事務担当）。
- 2018年7月17日：金融庁監督局保険課長。
- 2020年7月16日：大臣官房付。
- 2020年7月22日：理財局国庫課長。
- 2021年7月1日：大臣官房政策金融課長 兼 大臣官房企画調整主幹（企画調整官） 兼 大臣官房信用機構課長 兼 大臣官房信用機構課機構業務室長。
- 2022年6月15日：株式会社日本政策金融公庫中小企業事業本部特別参与。